# سیاست روادید ترکمنستان
سیاست روادید ترکمنستان (به انگلیسی: Visa policy of Turkmenistan) طبق قانون، شهروندان تمام کشورها، به جز افرادی که گذرنامه دیپلماتیک یا گذرنامه خدمت در اختیار دارند، برای ورود به ترکمنستان نیاز است تا ویزا دریافت کنند. برای دریافت ویزای گردشگری ترکمنستان، تمام اتباع خارجی باید دعوت نامه‌ای که توسط یک آژانس مسافرتی دارای مجوز در ترکمنستان صادر گردیده‌است، تهیه نمایند.
افرادی که دعوت‌نامه ای در اختیار دارند که توسط یک شرکت ثبت شده در ترکمنستان صادر شده‌است و توسط وزارت امور خارجه از قبل مورد تأیید قرار گرفته‌است، ممکن است بتوانند در بدو ورود ویزایی کسب کنند که ۱۰ روز اعتبار دارد و قابل تمدید برای ۱۰ روز دیگر است.